# بوران (ملکه)
بوران یا پوران‌دخت (به پارسی میانه: ) شهبانوی شاهنشاهی ساسانی (بانبشنان بانبشن) از سال ۶۳۰ تا ۶۳۲ میلادی با گسستی چندماهه بود. او دختر خسرو پرویز، شاهنشاه ایران، (فرمانروایی از ۵۹۰ تا ۶۲۸) و مریم، شاهزادهٔ بیزانسی، بود. وی نخستین زن در ایران است که به عنوان فرمانروا رسمی و مستقل بر تخت نشست و دومین و یکی از سه زن در تاریخ ایران باستان به‌شمار می‌رود که توانسته بر ایران فرمانروایی کند. دو زن دیگر موزا، شهبانوی اشکانی، و خواهرش، آزرمی‌دخت، هستند.
خسروپرویز در سال ۶۲۸ توسط پسرش، شیرویه (قباد دوم)، سرنگون و کشته شد. شیرویه همهٔ برادران و برادران ناتنی بوران را نیز اعدام کرد و این کار باعث آغاز دوره‌ای از جناح‌بندی در شاهنشاهی شد. شیرویه چند ماه بعد درگذشت و پسر هشت ساله‌اش اردشیر سوم، جانشین وی شد، که او نیز پس از یک دوره حکومت تقریباً دو ساله، توسط اسپهبد ایرانی شهربراز، ربوده و کشته شد. بوران اندکی بعد شهربراز را با کمک فرخ‌هرمز از حکومت کنار زد و خود بر تخت سلطنت نشست. او و خواهرش آزرمی‌دخت در آن زمان تنها وارثان قانونی بودند که می‌توانستند بر کشور حکومت کنند. بوران میراث‌دار امپراتوری رو به زوالی شده‌بود که درگیر جنگ داخلی میان دو خاندان بزرگ پارسی (پارسیگ) و پارتی (پَهلَو) بود. او متعهد به احیای یاد و اعتبار پدرش بود که در دوران سلطنتش شاهنشاهی ساسانی به اوج گستردگی سرزمینی خود رسیده بود.
دیری نپایید که بوران از سلطنت کنار زده شد و پسرعمه‌اش به نام شاپور شهروراز جانشین او شد، که حتی از او نیز کمتر سلطنت کرد. شاپور با آزرمی‌دخت، که نماینده انجمن پارسیگ بود، جایگزین شد. او پس از مدت کوتاهی سرنگون و به دست پهلوها به فرماندهی رستم فرخ‌هرمز (فرخ‌زاد)، فرزند فرخ هرمز، کشته شد. به این ترتیب، زمینه بازگشت بوران به سلطنت، برای دومین بار فراهم شد. در دوره دوم سلطنت بوران دخت، قدرت بیشتر در دست رستم بود. این وضعیت باعث نارضایتی پارسیگ‌ها و شورش آنان شد. بوران در طی این ناآرامی‌ها درگذشت. پس از او برادرزاده‌اش یزدگرد سوم حکومت را در دست گرفت که به آخرین حکمران این شاهنشاهی تبدیل شد؛ چون حمله اعراب به ایران باعث سرنگونی شاهنشاهی ساسانی شد.
اگرچه دو دورهٔ حکومت بوران کوتاه‌مدت بود، او تلاش کرد با اجرای قوانین عادلانه، بازسازی زیرساخت‌ها و کاهش مالیات و ضرب سکه، ثبات را در ایران به ارمغان آورد و نقل‌های بسیاری از حکمت و دانش او شده‌است. او از نظر دیپلماتیک خواستار روابط خوب با همسایهٔ غربی؛ یعنی بیزانس، بود و یک فرستاده را نزد امپراتور هراکلیوس (حکومت از ۶۱۰ تا ۶۴۱) فرستاد که از سمت او با احترام پذیرفته شد.

## نام
نام بوران بر روی سکه‌هایش بوران عنوان شده‌است که فیلیپ ژینیو تاریخ‌نگار فرانسوی آن را کوتاه‌شدهٔ اسم *بئوراسپا («دارندهٔ اسب‌های زیاد») می‌داند. فردوسی شاعر ایرانی در اثر حماسی خود شاهنامه از او به عنوان پوران‌دخت یاد می‌کند. پسوند دخت (دوخت در پارسی میانه) به معنای «دختر» است که در زبان‌های ایرانی برای تمایز دادن میان نام‌های دختران و پسران ایجاد شده‌است. این پسوند را نباید عیناً در نظر گرفت. از او در آثار ابوعلی بلعمی در سده چهارم هجری با نام توران‌دخت یاد شده، سبئوس، تاریخ‌نگار سده هفتمی ارمنی، او را ملکه بُر و سیف بن عمر، تاریخ‌نگار صدر اسلام عرب، نیز او را دخت زبان نامیده‌است.
نام بورانی، پیش‌غذای ایرانی، ممکن است از بوران گرفته شده باشد.

## پیش‌زمینه و اوایل زندگی

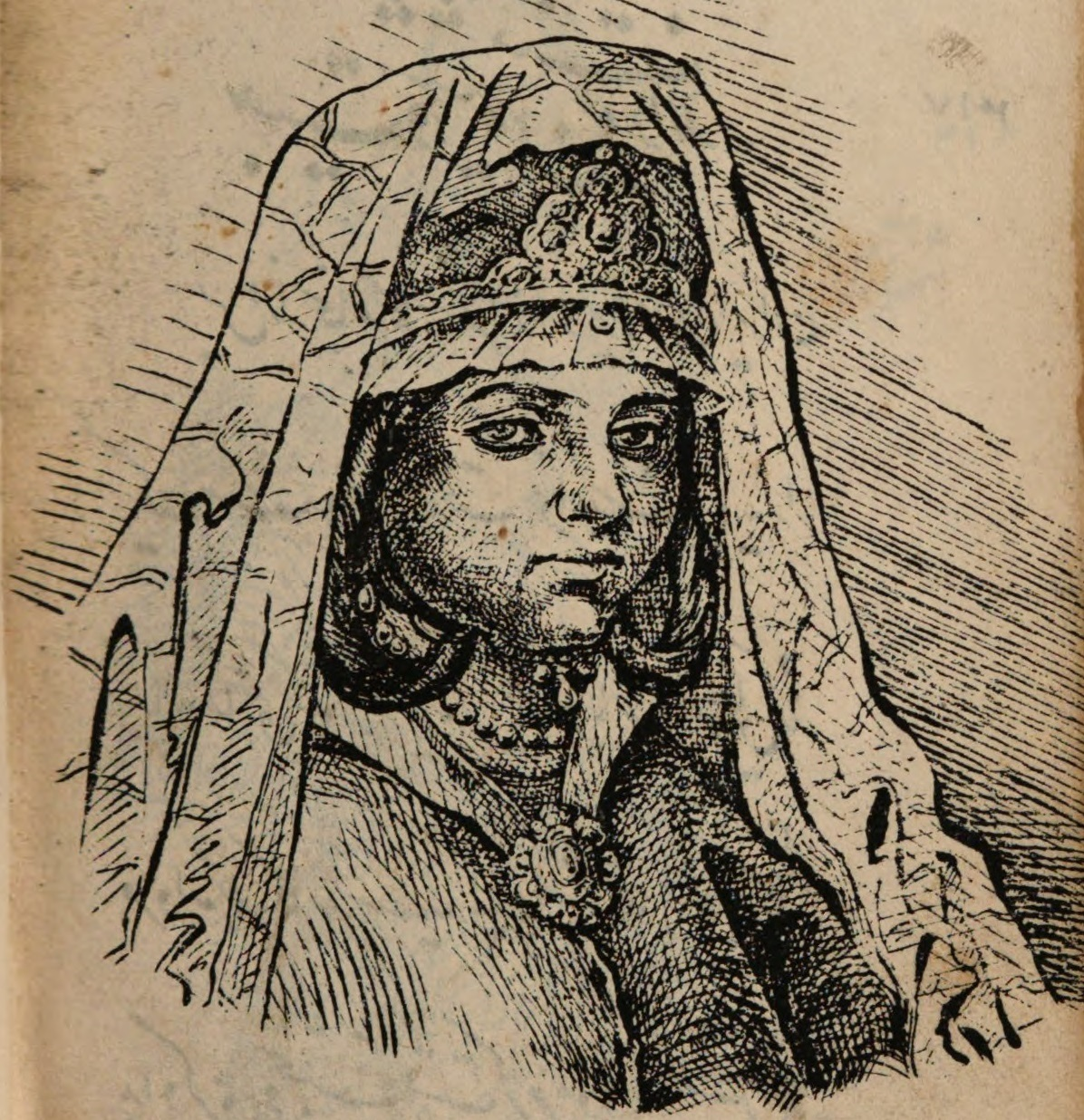
نگاره‌ای از بوران در نامهٔ خسروان

بوران دختر واپسین شاه برجسته ایران، خسرو دوم، معروف به خسرو پرویز (حکومت از ۵۹۰ تا ۶۲۸) و مریم، شاهزادهٔ بیزانسی، بود. خسرو در سال ۶۲۸ توسط پسر خود شیرویه، که به نام قباد دوم نیز شناخته می‌شود، سرنگون و اعدام شد. شیرویه همچنین اقدام به کشتن همه برادران و برادران ناتنی خویش، از جمله ولی‌عهد، مردانشاه، کرد. این کار چنان ضربهٔ سنگینی به امپراتوری وارد کرد که امپراتوری دیگر هرگز نتوانست دوباره به پا خیزد. گفته می‌شود که بوران و خواهرش آزرمی‌دخت از اقدامات وحشیانهٔ شیرویه انتقاد کرده و او را سرزنش کرده بودند و او در آخر از کارهایش ابراز پشیمانی کرده بود. طبق گزارش رویدادنامه خوزستان، بوران همچنین همسر شیرویه بود که این نشان‌دهندهٔ آیین زرتشتی خویدوده‎ یا ازدواج با خویشاوندان است.
در پی سرنگونی خسرو پرویز جنگی داخلی در ایران آغاز شد که با استقلال کامل خاندان‌های ممتاز مقتدر و ایجاد دولت‌های جدید همراه بود. در این میان، درگیری‌ها میان خاندان‌های ممتاز پارسی (پارسیگ) و پارتی (پهلو) نیز از سر گرفته شد که باعث بدتر شدن اوضاع شد. چند ماه بعد، طاعونی ویرانگر استان‌های غربی ساسانیان را فرا گرفت و نیمی از جمعیت آن مناطق، از جمله شیرویه را به کشتن داد. پس از شیرویه، پسر هشت ساله‌اش، اردشیر سوم، جانشین وی شد. تاج‌گذاری اردشیر را هر دو انجمن پهلو و پارسیگ و همچنین سومین انجمن بزرگ به نام نیمروزی پشتیبانی می‌کردند. با این وجود، در سال ۶۲۹، نیمروزی‌ها حمایت خود را از شاه پس گرفتند و با کمک سپهبد برجسته ایرانی شهربراز، برای سرنگونی او توطئه کردند.
پهلوها به رهبری فرخ‌هرمز از خاندان ممتاز اسپهبد، شروع به حمایت از بوران به عنوان شاهنشاه جدید ایران کردند و از آن پس او ضرب سکه را در مناطق پهلو آمل، نیشاپور، گرگان و ری آغاز کرد. در ۲۷ آوریل ۶۳۰ شهربراز اردشیر سوم را کشت، که او نیز به نوبه خود، پس از چهل روز سلطنت، در کودتایی به دست فرخ‌هرمز به قتل رسید. سپس فرخ‌هرمز در اواخر ژوئن ۶۳۰ به بوران در رسیدن به سلطنت کمک کرد.

## نخستین دورهٔ پادشاهی

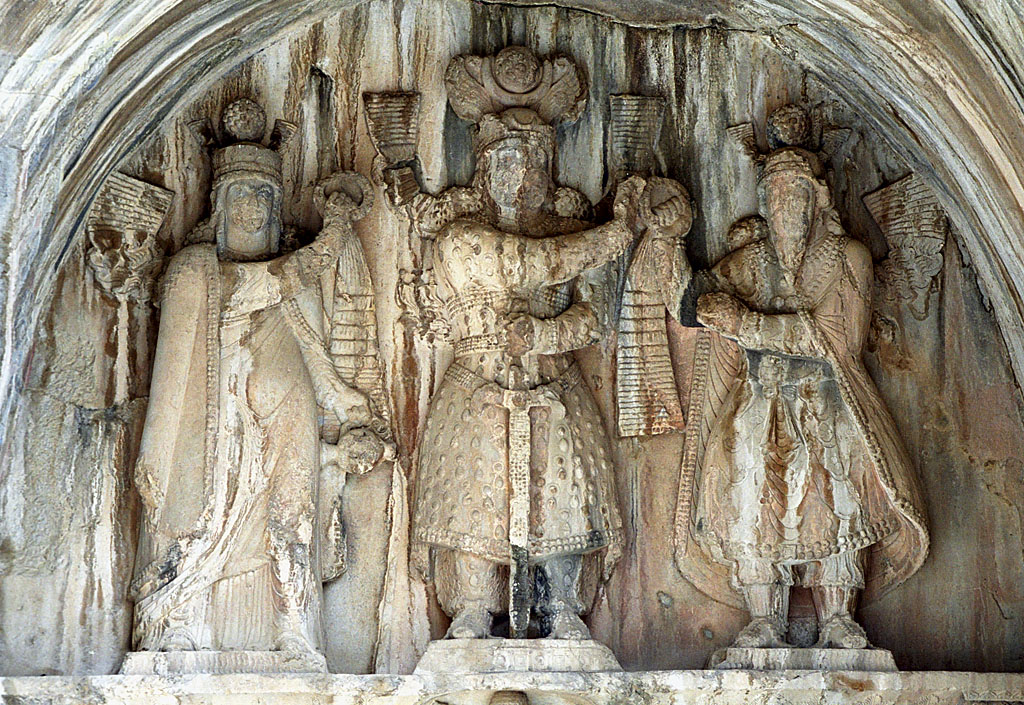
سنگ‌نگارهٔ تاج‌گذاری خسرو پرویز، در کنار آناهیتا و اهورامزدا در طاق‌بستان

بوران در اواخر ژوئن ۶۳۰ بر تخت نشست. وی نخستین زن در ایران است که به عنوان پادشاه رسمی و مستقل بر تخت نشست. به احتمال زیاد به قدرت رسیدن بوران به این دلیل بود که او در کنار آزرمی‌دخت تنها وارثان قانونی باقی‌مانده از شاهنشاهی بودند که می‌توانستند بر کشور حکومت کنند. هرچند پیش از او حضور زنان سلطنتی در مقام‌های مدیریتی ایران ساسانی امری غیرمعمول نبود و زنان بسیاری پیش از وی به مناصب بالایی رسیده بودند. برای نمونه ملکه ی بزرگ سده پنجمی ساسانی به نام دینگ از سال ۴۵۷ تا ۴۵۹ در طول مبارزه دودمانی برای تاج‌وتخت میان پسرانش هرمز سوم (حکومت از ۴۵۷ تا ۴۵۹) و پیروز یکم (حکومت از ۴۵۹ تا ۴۸۴) به عنوان نایب‌السلطنهٔ امپراتوری از تیسفون بر کشور حکومت کرده بود. تاریخ‌نگار آلمانی یوزف ویزه‌هوفر نیز نقش زنان نجیب‌زاده را در ایران ساسانی برجسته می‌داند و اظهار می‌کند که «مدارک ایرانی سده سوم (کتیبه‌ها، نقش‌برجسته‌ها، سکه‌ها) نشان می‌دهد که اعضای زن خانواده سلطنتی مورد توجه و احترام غیرمعمولی قرار گرفته‌اند.» داستان ملکه افسانه‌ای کیانیان به نام همای چهرزاد و احترام به آناهیتا، ایزدبانوی ایرانی، نیز احتمالاً به تأیید حکومت بوران کمک کرده‌است.
بوران پس از رسیدن به تاج‌وتخت، فرخ‌هرمز را به عنوان وزیر ارشد (وزرگ فرمذار) شاهنشاهی گماشت. وی سپس با اجرای قوانین عادلانه، بازسازی زیرساخت‌ها، کاهش مالیات و ضرب سکه سعی در ایجاد ثبات در ایران کرد. حکومت او را اشراف و روحانیون پذیرفتند که صحت این امر را سکه‌های ضرب‌شده به نام او در استان‌های پارس، خوزستان، ماد و ابرشهر نشان می‌دهد. هیچ اثری مبنی بر مخالفت با جنسیت وی یافت نشده‌است. با این حال، او در سال ۶۳۰ از سلطنت کنار گذاشته شد و پسرعمه‌اش شاپور شهروراز، پسر شهربراز، شاه ایران شد. او نیز اندکی بعد در همان سال در پی آن که به دست انجمن پارسیگ به رهبری سپهبد مقتدر پیروز خسرو به رسمیت شناخته نشد، از سلطنت برکنار و آزرمی‌دخت، خواهر بوران، جانشین او شد.

## دومین دورهٔ پادشاهی

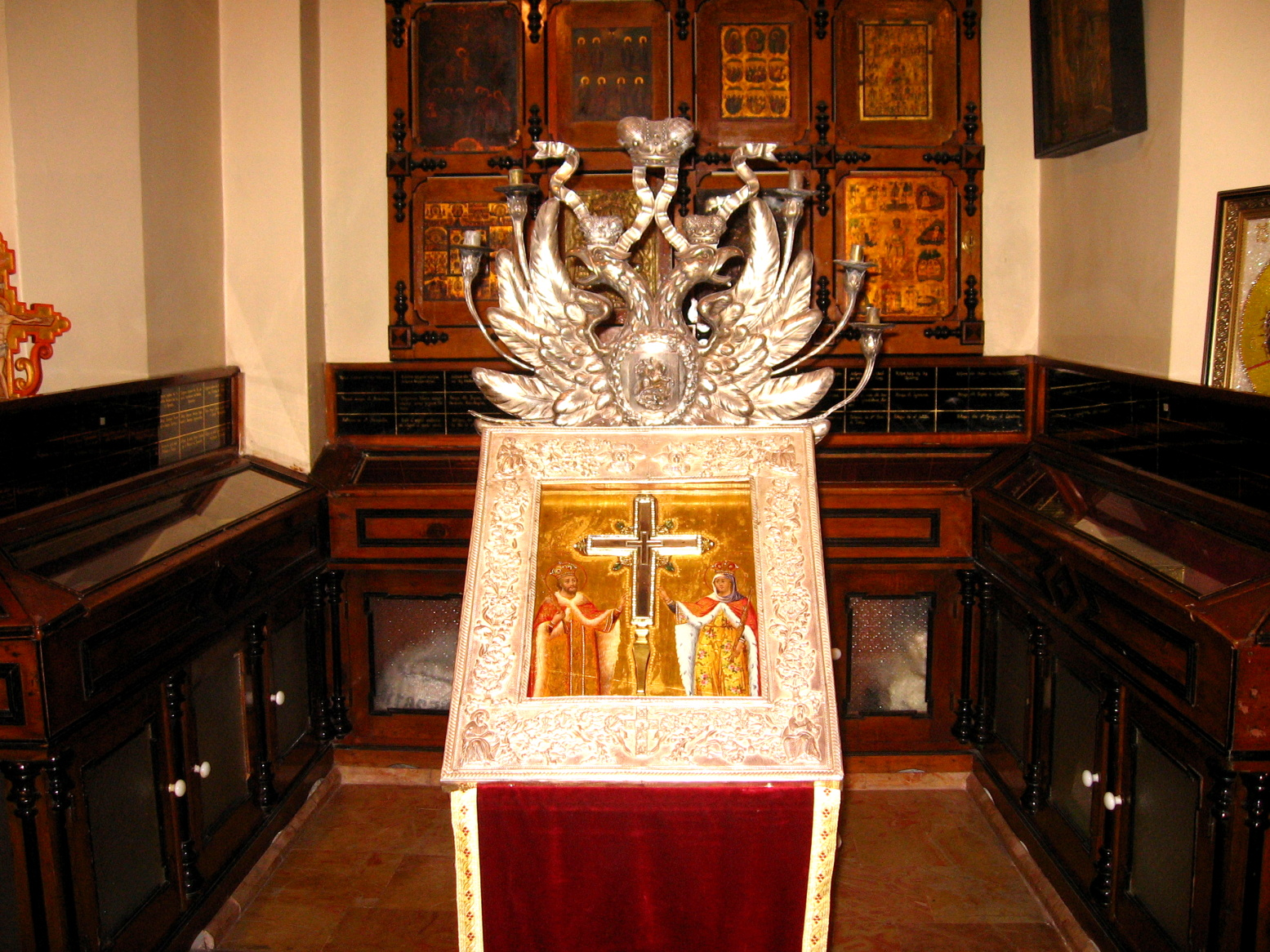
یادگاردان صلیب راستین که امروزه در کلیسای مقبره مقدس در اورشلیم نگهداری می‌شود.

فرخ‌هرمز، به منظور تقویت اقتدار خود و ایجاد یک قرار موقت میان خاندان‌های پهلو و پارسیگ، به آزرمی‌دخت (که نماینده پارسیگ‌ها بود) درخواست ازدواج داد. آزرمی‌دخت که توان رد درخواست او را نداشت، با کمک سیاوخش نجیب‌زاده از خاندان مهران، که نوهٔ بهرام چوبین، اسپهبد معروف و شاه کوتاه‌مدت ایران بود، فرخ‌هرمز را کشت. رستم فرخ‌هرمز (فرخزاد)، پسر فرخ‌هرمز، که در آن زمان در خراسان مستقر بود، جانشین پدرش به عنوان رهبر پهلوها شد. وی به خون‌خواهی پدرش، خود را به تیسفون، پایتخت امپراتوری ساسانی، رسانید و به گفتهٔ سیف بن عمر در راه هر ارتشی از آزرمی‌دخت را که دید، شکست داد. وی سپس نیروهای سیاوخش را در تیسفون شکست داد و شهر را تصرف کرد. رستم، اندکی بعد، آزرمی‌دخت را کور کرد و کشت. این کار باعث بازگشت دوباره بوران به سلطنت در ژوئن ۶۳۱ شد.
بوران پس از بر تخت نشستن، از رستم در مورد وضعیت نابسامان و رو به زوال شاهنشاهی شکایت داشت. به گفتهٔ پروانه پورشریعتی بوران در این دوره رستم را برای اداره امور کشور دعوت کرده و به او اجازه داد تا قدرت کلی را به دست گیرد. از نظر سیف میان خاندان بوران و رستم توافقی انجام شد؛ بدین ترتیب که ملکه می‌بایست حکومت را برای ده سال به رستم بسپارد و پس از آن، اگر یک زادهٔ پسر از خاندان ساسان پیدا شد، حاکمیت باید به او واگذار شود وگرنه، به یکی از زنان این خاندان بازگردد. بوران این توافق را مناسب پنداشت و انجمن‌های کشور (از جمله پارسیگ‌ها) را احضار و رستم را به عنوان رهبر کشور و فرمانده نظامی آن اعلام کرد. انجمن پارسیگ‌ با این شرایط موافقت کرد و پیروز خسرو نیز در اداره کشور در کنار رستم شریک شد.
پارسیگ‌ها به دلیل شکنندگی و زوال ایران و همچنین به دلیل اینکه خاندان مهران، متحدان آن‌ها، موقتاً از رستم شکست خورده بودند، موافقت کردند که با پهلوها همکاری کنند. با این حال، همکاری میان پارسیگ‌ها و پهلوها کوتاه مدت بود؛ چرا که با توافق بوران شرایط نابرابری میان دو انجمن حاکم بود و انجمن رستم بخش بسیار مهم‌تری از قدرت را در دست داشت.
بوران خواستار برقراری رابطه خوب با امپراتوری بیزانس بود و هیئت فرستاده‌ای را به رهبری جاثلیق یشوع‌یهب دوم و دیگر بزرگان کلیسای ایران، نزد امپراتور هراکلیوس (حکومت از ۶۱۰ تا ۶۴۱) فرستاد. این فرستاده با استقبال دوستانه هراکلیوس روبرو شد. فرستاده بوران، حامل صلیب راستین بود که خسرو پرویز آن را در جنگ با رومیان از اورشلیم به غنیمت گرفته بود (رویدادی که منابع به دوره شیرویه و شهربراز نیز نسبت می‌دهند). بازگشت این صلیب به اورشلیم منشأ یک عید دینی به نام عید صلیب است.
در سال ۶۳۲ شورشی در تیسفون آغاز شد. در حالی که ارتش شاهنشاهی به امور دیگری مشغول بود، پارسیگ‌ها که از سلطنت رستم ناراضی بودند، خواستار سرنگونی بوران و بازگشت بهمن جادویه، شخصیت برجسته پارسیگ، بودند که بوران او را اخراج کرده بود. بوران اندکی بعد در همان سال درگذشت. طبق چند رویدادنامهٔ سریانی، او با خفگی و احتمالاً به دست پیروز خسرو کشته شد. با این حال ثعالبی، تاریخ‌نگار ایرانی سده چهارم هجری، و همچنین شاهنامه مرگ او را با بیماری می‌دانند. به گفتهٔ طبری نیز او به مرگ طبیعی از دنیا رفت. از نظر زرین‌کوب بوران که نتوانسته بود در ساماندهی کشور به موفقیت برسد، خود استعفا داد و به نقلی تا سال‌ها زنده ماند.
برخی از تاریخ‌نگاران سلطنت او را یک سال و چهار ماه و برخی دیگر آن را یک سال و شش ماه عنوان می‌کنند. سبئوس آن را دو سال می‌داند. طبری نیز سلطنت بوران را مجموعاً شانزده ماه بیان می‌کند. پس از مرگ بوران، ستیزهٔ میان دو انجمن از سر گرفته شد. چندی نگذشت که رستم و پیروز خسرو توسط افراد خود که از اوضاع رو به زوال کشور نگران شده بودند، تهدید شدند. آن دو سپس توافق کردند که یک بار دیگر همکاری کنند و برادرزاده بوران و نوهٔ خسرو پرویز به نام یزدگرد سوم (حکومت از ۶۳۲ تا ۶۵۱) را بر تخت سلطنت بنشانند و به جنگ داخلی پایان دهند.

## ضرب سکه و ایدئولوژی شاهنشاهی
در زمان سلطنت بوران، سکه‌ها به یاد گذشته و احترام شخصی او به پدرش، به طرحی که پدرش استفاده می‌کرد برگردانده شد. او همچنین دارای سکه‌هایی با طرح‌های رسمی‌تر بوده که برای استفاده عمومی در نظر گرفته نمی‌شدند. بر روی سکه‌های بوران از او به عنوان بازگردانندهٔ میراث خود، یعنی نژاد یزدان، یاد شده‌است. در نوشته روی سکه‌های وی چنین آمده‌است: «بوران، بازگردانندهٔ نژاد یزدان» (پارسی میانه: Bōrān ī yazdān tōhm winārdār). ادعای از تبار یزدان بودن شاهان ساسانی از سده سوم و زمان شاپور دوم (حکومت از ۳۰۹ تا ۳۷۹) دیگر استفاده نشده بود.
واحد اصلی پول بوران، همچون سایر حاکمان ساسانی، درهم (پارسی میانه: drahm) نقره بود. به نظر می‌رسد بوران تنها حاکمی در دورهٔ سلطنت خسرو پرویز تا یزدگرد سوم بوده که سکه‌های مفرغی ضرب کرده‌است. فقط یک نسخه سکه طلایی از بوران شناخته شده‌است که در موزه هنرهای زیبای بوستون نگه‌داری می‌شود. روی درهم و سکه‌های مفرغی بوران، تصویر نیم‌رخ راست او را نشان می‌دهد و در پشت آن آتشکدهٔ زرتشتیان به همراه دو نفر از خدمه تصویر شده‌است. در سکه‌های طلای بوران تصویر او به جای نیم‌رخ، از روبه‌رو است.
در سکه‌های نقره‌ای و مفرغی بوران، دو یا سه ردیف گلوله تصویر او را دربر گرفته‌اند و نشانه‌های نجومی ماه و ستاره در حاشیهٔ خارجی آن قرار گرفته‌اند. بوران با یک کلاه گرد با سه نگین و یک دیهیم به تصویر کشیده شده‌است. گیسوهای آراسته به جواهرات او نیز از زیر کلاه افتاده‌اند. دیهیم شامل دو ردیف گلوله، احتمالاً مروارید، است که بخش‌های پدیدار آن به دور پیشانی بوران گره خورده‌است. بالای تاج او به یک جفت بال پردار وجود دارد که نشان‌دهنده الوهیت زرتشتی بهرام، ایزد جنگاوری و پیروزی، است. یک هلال و کره زمین میان بال‌های پردار به تصویر کشیده شده‌است. نشانه‌های نجومی بیشتری در سمت راست (یک ستاره و هلال) و سمت چپ (یک ستاره) بالای تاج به تصویر کشیده شده‌اند.